# Ried-Mörel
Ried-Mörel  est une localité et ancienne commune suisse du canton du Valais, située dans le district de Rarogne oriental.
Ried-Mörel a fusionné, le 1er novembre 2003, avec Goppisberg et Greich pour former la nouvelle commune de Riederalp. Elle a porté le numéro OFS 6180.